# Torre de las Arcas
Torre de las Arcas è un comune spagnolo di 37 abitanti situato nella comunità autonoma dell'Aragona.